# Ripalta Guerina
Ripalta Guerina är en ort och kommun i provinsen Cremona i regionen Lombardiet i Italien. Kommunen hade 532 invånare (2018).